# Старе Ожехово
Старе Ожехово (пол. Stare Orzechowo) — село в Польщі, у гміні Помехувек Новодворського повіту Мазовецького воєводства.
Населення — 190 осіб (2011).
У 1975-1998 роках село належало до Варшавського воєводства.

## Демографія
Демографічна структура станом на 31 березня 2011 року:
|          | Загалом | Допрацездатний вік | Працездатний вік | Постпрацездатний вік |
| -------- | ------- | ------------------ | ---------------- | -------------------- |
| Чоловіки | 99      | 18                 | 67               | 14                   |
| Жінки    | 91      | 10                 | 55               | 26                   |
| Разом    | 190     | 28                 | 122              | 40                   |